# Huang Yunlong
Huang Yunlong (黃雲龍S, Huáng YúnlóngP; Quanzhou, 10 luglio 1960) è un ex cestista cinese.

## Carriera
Con la Cina ha disputato due edizioni dei Giochi olimpici (1984, 1988) e due dei Campionati del mondo (1982, 1986).